# NGC 4183
NGC 4183 (również PGC 38988 lub UGC 7222) – galaktyka spiralna (Sc), znajdująca się w gwiazdozbiorze Psów Gończych. Odkrył ją William Herschel 14 stycznia 1788 roku.
W galaktyce tej zaobserwowano supernową SN 1968U.